# Romolo Gessi

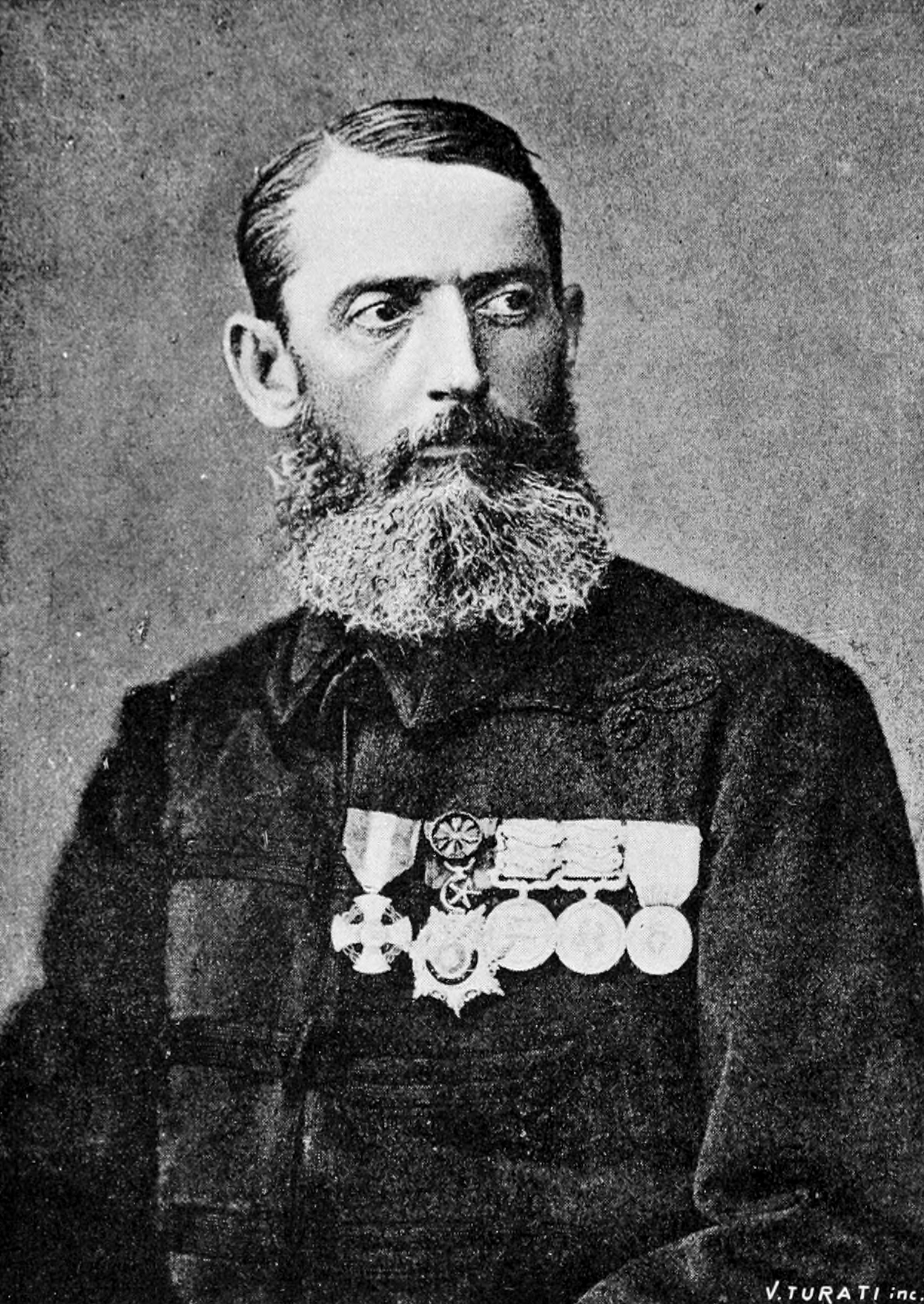
Romolo Gessi.

Romolo Gessi, född den 30 april 1831 i Konstantinopel, död den 30 april 1881 i Suez, var en italiensk Afrikaresande.
Gessi deltog på engelsmännens sida i Krimkriget och blev därigenom bekant med Gordon, på vars uppmaning han 1874 begav sig till Khartoum. År 1876 kartlade han som egyptisk officer i Sudan den dittills obekanta sträckan av Bahr el-djebel mellan Dufile och Albert Njansa, vilken sjö han före någon annan europé kringseglade. Efter ett fåfängt försök att från Fadassi tränga fram till gallaländerna undertryckte han 1880 ett uppror i södra Dar-Fur och Bahr el-gasals område samt utnämndes till pascha och guvernör i provinsen Bahr el-gasal. På återfärden därifrån till Khartoum blev han samma år tre månader avspärrad av växtsamlingar i floden, varvid större delen av hans 400 man starka eskort omkom genom umbäranden; själv avled han av malaria. Av hans litterära kvarlåtenskap utgavs 1891 Sette anni nel Sudan Egiziano.